# Monte Regulator
El monte Regulator (en inglés: Mount Regulator) es una elevación de 665 m s. n. m. de altura, ubicada a dos kilómetros al oeste de la Bahía Ballena Franca en la costa norte de Georgia del Sur, en el océano Atlántico Sur, cuya soberanía está en disputa entre el Reino Unido el cual las administra como «Territorio Británico de Ultramar de las islas Georgias del Sur y Sandwich del Sur», y la República Argentina que las integra al Departamento Islas del Atlántico Sur, dentro de la Provincia de Tierra del Fuego, Antártida e Islas del Atlántico Sur.
Fue encuestado por el South Georgia Survey en el período 1951-1957, y nombrado por el Comité Antártico de Lugares Geográficos del Reino Unido (UK-APC) por el Regulator. El Regulator fue un buque estadounidense que naufragó durante la temporada 1899/1900. La tripulación fue rescatada por un barco británico. El capitán Edmund Fanning, de Nueva York, regresó durante la próxima temporada y encontró refugios abandonados en la bahía Ballena Franca, construidos por la tripulación del Regulator antes de su rescate.